# Liste des membres de l'assemblée de Guyane
Les membres de l'assemblée de Guyane sont des conseillers qui sont élus dans le cadre des élections territoriales pour siéger à l'assemblée de Guyane. Cette assemblée succède à partir de la mise en place en 2015 de la collectivité territoriale unique au Conseil régional et au Conseil général. Leur nombre et le mode scrutin est fixé par le code électoral, la Guyane compte 51 conseillers territoriaux.

## Liste des membres

### Mandature 2015-2021
La composition de l'assemblée territoriale de cette mandature est issue des élections territoriales de 2015 en Guyane. 

### Mandature 2021-2028
La composition de l'assemblée territoriale de cette mandature est issue des élections territoriales de 2021 en Guyane. 
| Section              | Groupe                                  | Nom                     | Parti | Parti  |
| -------------------- | --------------------------------------- | ----------------------- | ----- | ------ |
| Cayenne              | Guyane Kontré pour avancer sans limites | Gabriel Serville        |       | Péyi G |
| Cayenne              | Guyane Kontré pour avancer sans limites | Patricia Saïd           |       | DVG    |
| Cayenne              | Guyane Kontré pour avancer sans limites | Jean-Luc Le West        |       | DVG    |
| Cayenne              | Guyane Kontré pour avancer sans limites | Muriel Briquet          |       | DVG    |
| Cayenne              | Guyane Kontré pour avancer sans limites | Chester Leonce          |       | NFG    |
| Cayenne              | Guyane Kontré pour avancer sans limites | Bernadette Dulonca      |       | DVG    |
| Cayenne              | Guyane Kontré pour avancer sans limites | Zadkiel Saint-Orice     |       | DVG    |
| Cayenne              | Guyane Kontré pour avancer sans limites | Christiane Barbe        |       | DVG    |
| Cayenne              | Guyane Kontré pour avancer sans limites | Serge Long-Him-Nam      |       | DVG    |
| Cayenne              | Unis et engagés pour notre territoire   | Rodolphe Alexandre      |       | GR     |
| Cayenne              | Unis et engagés pour notre territoire   | Audrey Marie            |       | DVC    |
| Cayenne              | Unis et engagés pour notre territoire   | Boris Chong-Sit         |       | LR     |
| Petit Couronne       | Guyane Kontré pour avancer sans limites | Philippe Bouba          |       | LFI    |
| Petit Couronne       | Guyane Kontré pour avancer sans limites | Aïssatou Chambaud       |       | PSG    |
| Petit Couronne       | Guyane Kontré pour avancer sans limites | Roger Aron              |       | Péyi G |
| Petit Couronne       | Guyane Kontré pour avancer sans limites | Sherly Alcin            |       | LFI    |
| Petit Couronne       | Guyane Kontré pour avancer sans limites | Lucien Alexander        |       | DVG    |
| Petit Couronne       | Guyane Kontré pour avancer sans limites | Marie-Lucienne Rattier  |       | DVG    |
| Petit Couronne       | Guyane Kontré pour avancer sans limites | Thibault Lechat-Vega    |       | Péyi G |
| Petit Couronne       | Guyane Kontré pour avancer sans limites | Violaine Machichi-Prost |       | DVG    |
| Petit Couronne       | Unis et engagés pour notre territoire   | Claude Penet            |       | DVC    |
| Petit Couronne       | Unis et engagés pour notre territoire   | Isabelle Patient        |       | DVD    |
| Petit Couronne       | Unis et engagés pour notre territoire   | Julnor Bélizaire        |       | GR     |
| Grande Couronne      | Guyane Kontré pour avancer sans limites | Emmanuel Prince         |       | Péyi G |
| Grande Couronne      | Guyane Kontré pour avancer sans limites | Karine Cresson-Ibris    |       | MDES   |
| Grande Couronne      | Guyane Kontré pour avancer sans limites | Christian Noko          |       | DVG    |
| Grande Couronne      | Unis et engagés pour notre territoire   | Jean-Claude Labrador    |       | DVD    |
| Oyapock              | Guyane Kontré pour avancer sans limites | René Monerville         |       | DVG    |
| Oyapock              | Unis et engagés pour notre territoire   | Pierre Désert           |       | GR     |
| Oyapock              | Unis et engagés pour notre territoire   | Léda Georges            |       | DVC    |
| Les Savanes          | Guyane Kontré pour avancer sans limites | Annie Robinson-Chocho   |       | Péyi G |
| Les Savanes          | Guyane Kontré pour avancer sans limites | Patrick Cosset          |       | Péyi G |
| Les Savanes          | Guyane Kontré pour avancer sans limites | Isabelle Vernet         |       | DVG    |
| Les Savanes          | Guyane Kontré pour avancer sans limites | Enrico William          |       | Péyi G |
| Les Savanes          | Unis et engagés pour notre territoire   | François Ringuet        |       | GR     |
| Les Savanes          | Unis et engagés pour notre territoire   | Magda Soesanna          |       | DVC    |
| Haut-Maroni          | Guyane Kontré pour avancer sans limites | Raymond Déyé            |       | DVG    |
| Haut-Maroni          | Guyane Kontré pour avancer sans limites | Mirta Tani              |       | DVG    |
| Haut-Maroni          | Guyane Kontré pour avancer sans limites | François Bagadi         |       | DVG    |
| Haut-Maroni          | Unis et engagés pour notre territoire   | Denis Galimot           |       | DVC    |
| Haut-Maroni          | Unis et engagés pour notre territoire   | Juliette Daniel         |       | GR     |
| Haut-Maroni          | Unis et engagés pour notre territoire   | Félix Dada              |       | DVG    |
| Haut-Maroni          | Unis et engagés pour notre territoire   | Sergina Télon           |       | DVC    |
| St-Laurent-du-Maroni | Guyane Kontré pour avancer sans limites | Jean-Paul Fereira       |       | AGEG   |
| St-Laurent-du-Maroni | Guyane Kontré pour avancer sans limites | Samantha Cyriaque       |       | MDES   |
| St-Laurent-du-Maroni | Guyane Kontré pour avancer sans limites | Jessi Americain         |       | DVG    |
| St-Laurent-du-Maroni | Guyane Kontré pour avancer sans limites | Keena Perlet            |       | DVG    |
| St-Laurent-du-Maroni | Guyane Kontré pour avancer sans limites | Gilles le Gall          |       | G·s    |
| St-Laurent-du-Maroni | Unis et engagés pour notre territoire   | Crépin Kezza            |       | DVC    |
| St-Laurent-du-Maroni | Unis et engagés pour notre territoire   | Catherine Léo           |       | DVC    |
| St-Laurent-du-Maroni | Unis et engagés pour notre territoire   | Benfelino Waarheid      |       | DVC    |
| St-Laurent-du-Maroni | Unis et engagés pour notre territoire   | Nelly Desmangles        |       | DVG    |
| Basse-Mana           | Guyane Kontré pour avancer sans limites | Tiarrah Steenwinkel     |       | DVG    |
| Basse-Mana           | Guyane Kontré pour avancer sans limites | Jocelyn Thérèse         |       | DVG    |
| Basse-Mana           | Unis et engagés pour notre territoire   | Albéric Benth           |       | DVC    |